# محطة قطار هارلينغ رود
محطة قطار هارلينغ رود (بالإنجليزية: Harling Road railway station)‏‏ هي محطة قطار في المملكة المتحدة، تُشغلها قطارات إيست ميدلاند. افتُتحت هذه المحطة في 30 يوليو 1845، ويبلغ عدد مسارات أرصفتها 2.